# Gift Monday
Gift Nyakno Monday (* 9. Dezember 2001 in Akwa Ibom) ist eine nigerianische Fußballspielerin.

## Karriere

### Verein
Vom FC Robo Queens wurde Monday im November 2011 an die Rivers Angels verliehen, wo sie bis zum Ende des Jahres blieb. Im September 2022 verließ sie den Verein und schloss sich UDG Tenerife in Spanien an.

### Nationalmannschaft
Mit der nigerianischen U20-Mannschaft nahm sie an der Weltmeisterschaft 2018 teil und kam hier in drei Partien zum Einsatz. Bei den Afrikaspielen 2019 erreichte sie als Kapitänin mit ihrer Mannschaft die Goldmedaille.
Für die nigerianische A-Nationalmannschaft debütierte sie im Februar 2021 beim Turkish Women’s Cup 2021 und gewann mit ihrem Team den Titel. Nach weiteren Freundschaftsspielen war sie Teil des nigerianischen Kaders für den Afrika-Cup 2022 und erreichte mit ihrem Team den vierten Platz.
Am 16. Juni 2023 wurde sie für den nigerianischen Kader für die Weltmeisterschaft 2023 nominiert, kam jedoch nicht zum Einsatz und schied mit ihrer Mannschaft im Achtelfinale gegen England aus.